# Ухвати зеца
Ухвати зеца је први роман српске и босанскохерцеговачке књижевнице Лане Басташић (1986)  објављен 2018. године. Књигу је објавила издавачка кућа "Контраст издаваштво" из Београда.

## О књизи
Роман Ухвати зеца је први роман Лане Басташић. Роман је прича која уверљиво говори о женском пријатељству. Ауторка је представила живот јунакиња Саре и Лејле, од детињства до одраслог доба. Сара и Лејла се познају целог живота, ишле су у школу заједно, заједно су студирале књижевност. Дванаест година нису биле у контатку и сада се срећу. Сара живи у Ирској, у Даблину, а Лејла у Мостару. На Лејлин позив, Сара долази у Мостар да заједно крену на пут, у Беч. Верују да је тамо Лејлин старији брат Армин који је нестао током рата. 
Сара је некада била заљубљена у Армина и жели да га поново види.
Док путују ноћу сећају се детињства, школе, родитеља, момака...

## Награде и признања
Роман Ухвати зеца је добио Европску награду за књижевност 2020. године;  mеђународну награду Latisana per il Nord-est 2021. године; уврштен у најужи избор за НИН-ову награду и nаграду Биљана Јовановић. Роман је преведен на осамнаест језика.

## Издања
Након две године од изласка првог издања романа Ухвати зеца, 2020. године објављено је ново, од ауторке дотерано, обогаћено поговором, друго издање књиге. Друго издање књиге Ухвати зеца објавила је издавачка кућа "Бука" из Београда.